# 布达戈沃市镇
布达戈沃市镇（俄语：Будаговское муниципальное образование）是俄罗斯联邦伊尔库茨克州图伦区所属的一个市镇。其下辖有7个居民点，行政中心为布达戈沃。据2016年统计，该市镇的人口为1822人。